# Mr. Nice Guy
"Mr. Nice Guy" (pt: Sr. Cara Legal - Mr. Nice Guy[nota 1][1]; bra: Mr. Nice Guy - Bom de Briga[2]) é um filme de Hong Kong lançado em 1997, dirigido por Sammo Hung e estrelado por Jackie Chan. O filme foi gravado em Melbourne, Austrália, e lançado mundialmente em 1998. Em algumas versões, recebeu títulos alternativos, como "Mister Cool" na França e "Super Chef" na Espanha.